# Ракетбол

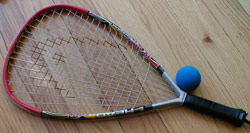
Ракетка и мяч для ракетбола

Ракетбол (англ. Racquetball) — спортивная игра с мячом, проходящая на прямоугольном закрытом корте. Её придумал в 1949 году американец Джо Собек.

## Правила
В игру играют в одиночку (2 человека) или парами (две команды). Каждая сторона ударяет по мячу по очереди. Мяч должен быть отбит до второго отскока от пола и может коснуться всех стен до того, как упадет на пол. Мяч нужно подать или принять так, чтобы противник не смог удержать его в игре.
Играют два сета по 15 очков. Если счет равный, назначается третий сет из 11 очков, определяющий победителя. Только подающий может выиграть очко. Если в розыгрыше побеждает тот, кто принимает мяч, он становится подающим.

## История
Международная федерация ракетбола (IRF) была создана в 1979 году. Первый чемпионат мира прошёл в 1981 году и привлёк внимание МОК, который официально признал эту игру развивающейся. Игра была включена в Панамериканские игры 1995 года.

## Экипировка
Экипировка состоит из мяча, защитных очков, ракетки, туфель со светлой подошвой, чтобы не оставлять следы на полу.